# Wend Fischer
Wend Fischer (Berlin, 1916. január 5. – München, 2005 ?) közismert német művészetkritikus, folyóirat /kiadó/ szerkesztő és múzeumigazgató. Művészetkritikai írásai a Bauhaus-korszakot követő 20. századi európai művészeti törekvéseket elemzi és mutatja be. Múzeumigazgatóként ugyanezt gyűjteményi kiállítások szervezésével népszerűsítette.

## Életrajza
>

## Munkássága
>

## Alkotásai
Legismertebb írásai
- Bau, Raum, Gerät, in: Die Kunst des 20. Jahrhunderts, -  R. Piper, München, 1957
- Plastik, in: Die Kunst des zwanzigsten Jahrhunderts, 3., - R. Piper, München, 1957
- Zoltan Székessy, in: Monographien zur rheinisch-westfälischen Kunst der Gegenwart, Bd. 30.,  -  A. Bongers, Recklinghausen, 1965
- Industriebauten 1830-1930 : eine fotografische Dokumentation, - München, 1967
- Geborgenheit und Freiheit. Vom Bauen mit Glas, Scherpe, -  Krefeld, 1970
- Die vergorgene Vernunft Funktionale Gestaltung im 19. Jahrhundert.  München 29. Januar bis 28. März -  Múnchen, 1971.
- Die Neue Sammlung, .  München, 1971
- Die Neue Sammlung : Eine Auswahl aus dem Besitz des Museums, Staatliches Museum für angewandte Kunst, - München, 1972